# Klieonychocamptus
Klieonychocamptus är ett släkte av kräftdjur. Klieonychocamptus ingår i familjen Laophontidae.
Kladogram enligt Catalogue of Life och Dyntaxa:
| Klieonychocamptus | \| \| Klieonychocamptus discipes \| \| \| \| \| \| Klieonychocamptus kliei \| \| \| \| |
|                   | \| \| Klieonychocamptus discipes \| \| \| \| \| \| Klieonychocamptus kliei \| \| \| \| |
|                   | Klieonychocamptus discipes                                                             |
|                   |                                                                                        |
|                   | Klieonychocamptus kliei                                                                |
|                   |                                                                                        |